# Austin-Bergstrom International Airport
Austin-Bergstrom International Airport (IATA: AUS, ICAO: KAUS) är en flygplats i Texas, USA. Flygplatsen är Greater Austins huvudflygplats, och är den tredje mest trafikerade flygplatsen i Texas. Flygplatsens markområde om 1 717 hektar omfattar ett bansystem med två banor, och två terminaler.

## Kommunikationer
Capital Metropolitan Transit Authority's (Capital Metro) Linje 20 - Riverside/Manor kör mellan flygplatsen och Las Cimas via centrum. Capital Metros Blå linjen kommer att gå från slutstationen på flygplats till North Lamar via Downtown Station och Republic Square Station i Austins centrum, och är planerad att öppna i 2029. 
Flygplatsen har direktanslutning till motorvägen TX-71 som i sin tur ansluter till US-183 mot Austins centrum, till TX-130 mot Seguin och Georgetown, och till I-35.

## Terminaler
För närvarande består Austin–Bergstrom två terminaler:
- Barbara Jordan Terminal för utrikestrafik och inrikestrafik med i första hand reguljära flygbolag.
- South Terminal för lågprisflygbolag Allegiant Air och Frontier Airlines.

## Destinationer och flygbolag

### Passagerare[5]
| Flygbolag            | Destinationer |
| -------------------- | --- |
| Aeroméxico           | Mexico City |
| Air Canada           | Toronto |
| Alaska Airlines      | Boise, Los Angeles, Portland (Oregon), San Diego, San Francisco, San Jose (Kalifornien), Seattle/Tacoma Säsong: Palm Springs |
| Allegiant Air        | Albuquerque, Asheville, Cincinnati, Des Moines, Grand Rapids, Indianapolis, Knoxville, Las Vegas, Memphis, Pittsburgh Säsong: Bozeman, Destin/Fort Lauderdale Beach |
| American Airlines    | Boston, Cancún, Charlotte, Chicago-O'Hare, Dallas/Fort Worth, Las Vegas, Liberia (Costa Rica), Los Angeles, Miami, Nassau, New York-JFK, Orlando, Philadelphia, Phoenix-Sky Harbor, Puerto Vallarta, Punta Cana, San José del Cabo, San Juan, Tampa, Washington-Dulles |
| American Eagle       | Cincinnati, El Paso, Indianapolis, Jacksonville (Florida), Kansas City, Miami, Nashville, New Orleans, Oklahoma City, Raleigh/Durham, Reno/Tahoe, S:t Louis, Tulsa Säsong: Aspen, Destin/Fort Walton Beach |
| British Airways      | London-Heathrow |
| Delta Air Lines      | Atlanta, Boston, Detroit, Los Angeles, Minneapolis/S:t Paul, New York-JFK, Salt Lake City, Seattle/Tacoma Säsong: Raleigh/Durham |
| Delta Connection     | Cincinnati Säsong: Raleigh/Durham |
| Frontier Airlines    | Denver, Las Vegas, Miami, Orlando Säsong: Tampa |
| Hawaiian Airlines    | Honolulu |
| JetBlue Airways      | Boston, Cancún, Fort Lauderdale, Los Angeles, Newark, New York-JFK |
| KLM                  | Amsterdam |
| Lufthansa            | Frankfurt |
| Southwest Airlines   | Albuquerque, Atlanta, Baltimore, Burbank, Chicago-Midway, Chicago-O'Hare, Dallas-Love, Denver, El Paso, Fort Lauderdale, Harlingen, Houston-Hobby, Kansas City, Las Vegas, Long Beach, Los Angeles, Lubbock, Miami, Minneapolis/S:t Paul, Nashville, New Orleans, Oakland, Orange County, Orlando, Phoenix-Sky Harbor, Raleigh/Durham, Sacramento, S:t Louis, San Diego, San Jose (Kalifornien), Tampa, Washington-National Säsong: Boston, Cancún, Columbus-Glenn, Destin/Fort Walton Beach, Indianapolis, Panama City (Florida), Pensacola, Pittsburgh, Salt Lake City, Sarasota |
| Spirit Airlines      | Atlanta, Cancún, Chicago-O’Hare, Detroit, Fort Lauderdale, Las Vegas, Los Angeles, Newark, New Orleans, Orlando, Pensacola |
| Sun Country Airlines | Säsong: Cancún, Minneapolis/S:t Paul |
| Taos Air             | Säsong: Taos |
| United Airlines      | Chicago-O'Hare, Denver, Houston-Intercontinental, Newark, San Francisco, Washington-Dulles |
| United Express       | Denver, Houston-Intercontinental, Los Angeles, San Francisco, Washington-Dulles |
| WestJet              | Säsong: Calgary |

### Frakt
| Flygbolag     | Destinationer                                                             |
| ------------- | ------------------------------------------------------------------------- |
| DHL Aviation  | Cincinnati, Tulsa, Memphis                                                |
| Fedex Express | Brownwood, El Paso, Fort Worth/Alliance/ Los Angeles, Memphis, San Angelo |
| UPS           | Dallas/Fort Worth, Houston-Intercontinental, Louisville, Monterrey        |

## Statistik
Sökfråga på wikidata efter rådata.